# Matteo Liberatore
Matteo Liberatore (ur. 14 sierpnia 1810 w Salerno, zm. 18 października 1892 w Rzymie) – włoski jezuita, filozof i publicysta.

## Życiorys
Studiował u jezuitów w Neapolu, a potem wstąpił do ich zakonu. Nowicjat otrzymał w 1826 roku. Przez długie lata oddał się studiom filozoficznym. W czasie Wiosny Ludów musiał przebywać na Malcie. Po powrocie do Włoch propagował działalność Kościoła i papiestwa, szczególnie przed atakami politycznymi w trakcie zjednoczenia Włoch. Był gorącym zwolennikiem tomizmu. Uważany był za czołowego przedstawiciela ówczesnej myśli tomistycznej i katolickiej nauki społecznej, a także jednego z autorów projektu encykliki Rerum novarum. Krytykował zaś poglądy Rosminiego.